# 熊本市立五霊中学校
熊本市立五霊中学校（くまもとしりつ ごりょうちゅうがっこう）は、熊本県熊本市北区植木町一木にある公立中学校。

## 沿革
- 1947年（昭和22年）4月1日 - 山東村外2町村組合立五霊中学校発足。
- 1955年（昭和30年）1月1日 - 町村合併により植木町立五霊中学校と改称。
- 2010年（平成22年）3月23日 - 熊本市編入より熊本市立五霊中学校と改称

## 部活動

### 運動部
- 女子軟式テニス部
- サッカー部
- 野球部
- 陸上部
- 男子バスケットボール部
- 女子バスケットボール部
- 男子バレーボール部
- 女子バレーボール部
- 卓球部
- 柔道部

### 文化部
- 吹奏楽部
- 学芸部

## 著名な出身者
- 東田トモヒロ（シンガーソングライター）